# Modesta Rossi
Modesta Rossi (Bucine, 1914 – Solaia di Monte San Savino, 29 giugno 1944) è stata una partigiana italiana, medaglia d'oro al valor militare (alla memoria).

## Biografia
Nata a  San Martino (Bucine) nel 1914, fa la contadina e diviene madre di 5 figli, dopo l'8 settembre 1943 insieme al marito Dario Polletti prende parte alla Resistenza nella formazione partigiana Banda Renzino.
Il 29 giugno 1944 i tedeschi scatenano feroci eccidi in quella parte della provincia di Arezzo dove abitava: imprigionata durante un'azione di rastrellamento mentre si trova in casa insieme ai figli, il maggiore dei quali aveva 7 anni, si rifiuta di dare informazioni ai rastrellatori che cercavano il marito e gli altri partigiani.
Dopo essere stata legata e aver assistito impotente all'uccisione del figlio di 13 mesi, che teneva stretto in braccio, lei stessa fu uccisa a pugnalate.
Il suo corpo, con il bambino ancora al seno, fu poi ritrovato assieme a quelli di altre 4 vittime in una capanna data alle fiamme.
Alla sua memoria è stata conferita la medaglia d'oro al valor militare.
A Modesta Rossi è dedicata la canzone Storia di Modesta Rossi dei Casa del Vento, cantata insieme a Giovanna Marini e inserita nell'album Sessant'anni di Resistenza (2004).